# Piero Fassino
Piero Franco Rodolfo Fassino (Avigliana, 7 ottobre 1949) è un politico italiano, deputato alla Camera per il Partito Democratico e presidente della 3ª Commissione Affari Esteri della Camera dal 30 luglio 2020 al 13 ottobre 2022.
Già ministro del commercio con l'estero e della giustizia nei governi presieduti da Massimo D'Alema, è stato segretario nazionale dei Democratici di Sinistra dal 16 novembre 2001 al 14 ottobre 2007. 
Il 6 novembre 2007 è stato nominato Inviato dell'Unione europea in Birmania da Javier Solana, Alto rappresentante per la politica estera e di sicurezza comune dell'Unione europea. 
Dal maggio 2011 al giugno 2016 è stato sindaco di Torino, mandato durante il quale ha ricoperto in contemporanea, tra il 2013 e il 2016, la carica di presidente dell'ANCI e tra il 1º gennaio 2015 e il 30 giugno 2016 il ruolo di sindaco della Città Metropolitana di Torino.

## Biografia
Nato il 7 ottobre 1949 ad Avigliana, una cittadina in provincia di Torino, appartiene a una famiglia di tradizione socialista: il padre Eugenio è stato esponente del Partito Socialista Italiano e comandante della 41ª brigata Garibaldi nel corso della resistenza in Piemonte, il nonno materno, Cesare Grisa, fu uno dei fondatori del PSI mentre quello paterno venne ucciso dai fascisti nel 1944.
Poco dopo la nascita, la sua famiglia si trasferisce a Torino, dove Fassino è cresciuto e ha studiato dai Padri Gesuiti all'Istituto Sociale di Torino, per poi frequentare all’Università i corsi di Norberto Bobbio, Leopoldo Elia e Claudio Napoleoni.
Ha giocato nelle giovanili della Juventus, fino alla categoria Juniores. Nel 1998, all'età di quarantanove anni, si è laureato in Scienze politiche presso l'Università degli Studi di Torino.
A luglio del 2003 è uscito il suo libro Per passione, edito da Rizzoli. Quest'opera è principalmente un diario dove si ritrovano la sua vita e gli intrecci storico-politici degli ultimi trent'anni.
Nel 2010 gli è stato attribuito il Premio America dalla Fondazione Italia USA, di cui dal 2018 fa parte.

### Vita privata
È alto 192 cm e, nonostante la notevole statura, pesa soltanto 66 kg; in ragione della sua magrezza ha confidato: «Quando sono sotto stress perdo interesse per i sapori, sedermi a tavola diventa soltanto un atto che cerco di impormi, mi dimentico di mangiare». È amico del gastronomo Carlo Petrini. Dopo un primo matrimonio con la giornalista del quotidiano La Stampa Marina Cassi, si è sposato in seconde nozze nel 1993 con Anna Maria Serafini, deputata del suo stesso partito dal 1987 al 2001, e senatrice dal 2006 al 2013.
Ha una figlia, Arianna.

## Carriera politica

### Gli inizi dalla FGCI al PDS

Fassino con Enrico Berlinguer ai tempi del Partito Comunista Italiano.

Fassino inizia a fare politica in "Nuova Resistenza", un’associazione giovanile nata sull’onda dei moti democratici del luglio 1960 contro il governo Tambroni (come i fatti di Genova). Dopo aver partecipato alla nascita del movimento studentesco, nell'ottobre 1968 s'iscrisse nella Federazione Giovanile Comunista Italiana (FGCI) di Torino, l'organizzazione giovanile del Partito Comunista Italiano (PCI) torinese, diventandone tre anni dopo segretario.
Alle elezioni amministrative del 1975 viene eletto nel consiglio comunale del capoluogo piemontese col PCI, venendo rieletto consigliere comunale alle amministrative del 1980 (mantenendo il seggio per dieci anni). Dal 1985 al 1990 è stato consigliere provinciale. All'interno del partito Fassino ricoprì la carica di segretario della federazione torinese del PCI dal 1983 al 1987; sempre dal 1983 venne eletto nella Direzione nazionale del PCI.

#### Ai vertici nazionali del PCI/PDS
Nel 1987 si trasferisce a Roma, chiamato da Achille Occhetto a far parte della Segreteria nazionale del PCI, prima come coordinatore della Segreteria, e poi come responsabile dell'organizzazione fino al 1991, dove ha vissuto la delicata fase di trasformazione del PCI in Partito Democratico della Sinistra (PDS) con la svolta della Bolognina di Occhetto (a cui aderì fin dal momento della sua fondazione).
Nel 1991 diventa segretario internazionale del neonato PDS, incarico che mantiene fino al 1996, dove inizia a dedicarsi alla politica estera e guida il partito nel suo ingresso all'Internazionale Socialista e nel Partito del Socialismo Europeo, oltre a occuparsi di integrazione europea, di Balcani, di Medio Oriente e America Latina.

### Elezione a deputato
Alle elezioni politiche del 1994 viene candidato alla Camera dei deputati, ed eletto deputato nella circoscrizione Liguria tra le liste del PDS. Nella XII legislatura, dove aderisce al gruppo parlamentare Progressisti-Federativo, è componente della 3ª Commissione Affari esteri e comunitari e fa parte delle delegazioni parlamentare italiane presso le assemblee del Consiglio d'Europa e della UEO, oltre che quella presso la conferenza parlamentare dell'iniziativa centro europea.
In seguito alla sconfitta elettorale del PDS alle politiche del 1994, Achille Occhetto si dimette da segretario nazionale del PDS e, nella successione apertasi per eleggere il nuovo segretario, sostiene Walter Veltroni, promuovendo la sua candidatura a segretario. Ma alla fine fu eletto segretario nazionale l'ex capogruppo PDS alla Camera Massimo D'Alema, già segretario della FGCI nella seconda metà degli anni settanta.

### Sottosegretario di Stato agli affari esteri

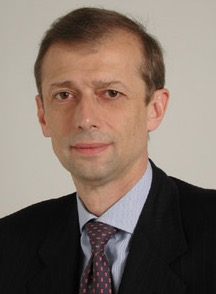
Piero Fassino rieletto alla Camera dei deputati nel 2001

Alle elezioni politiche del 1996 si è ricandidato alla Camera nel collegio uninominale di Venaria Reale, sostenuto dalla coalizione di centro-sinistra L'Ulivo in quota PDS, dove viene rieletto deputato con il 46,68% dei voti contro i candidati del Polo per le Libertà Marina Mazzeo (31,79%), della Lega Nord Ezio Genisio (19,33%) e della lista "Nuove Energie" Eraldo Mario Enrietti (2,2%).
Dopo la vittoria de L'Ulivo di Romano Prodi alle politiche del 1996, e con la nascita del suo primo governo, viene nominato dal Consiglio dei ministri sottosegretario di Stato al Ministero degli Affari Esteri con delega alle politiche comunitarie, affiancando il ministro Lamberto Dini. Durante questo periodo si è scontrato con il capo di gabinetto di Dini Umberto Vattani, accusandolo di influenzare nomine e promozioni dei diplomatici, accusa che rifarà nel 2001, quando il fratello di Vattani, Alessandro, viene proposto da Dini come ispettore generale della Farnesina, affermando di una «ossessiva pressione» oltreché in riferimento del Polo delle Libertà alla Farnesina «perché è chiara a tutti la sua linea politica».
Nel 1998 aderisce alla svolta in chiave moderna di Massimo D'Alema dal PDS ai Democratici di Sinistra (DS), per unificare il PDS con altre forze della sinistra italiana e "ammainare" definitivamente il simbolo falce e martello del comunismo, in favore alla rosa della socialdemocrazia.

### Ministro de L'Ulivo
A ottobre del 1998, con la caduta dell'esecutivo di Prodi e la nascita del primo governo presieduto da Massimo D'Alema, viene nominato ministro del commercio con l'estero, incarico che mantiene nel secondo governo D'Alema fino alla sua fine il 26 aprile 2000, con le dimissioni di D'Alema per la sconfitta del centro-sinistra alle elezioni regionali di quell'anno.
Con l'incarico di formare un governo affidato nuovamente a Giuliano Amato, Fassino viene proposto da Amato come ministro di grazia e giustizia. Il giorno successivo giura nelle mani del Presidente della Repubblica Carlo Azeglio Ciampi come Ministro nel secondo esecutivo presieduto da Giuliano Amato, incarico che mantiene fino alla fine dell'esecutivo l'11 giugno 2001.
Durante la campagna elettorale delle elezioni politiche del 2001, è stato indicato dal suo partito quale vice del candidato premier per Il Nuovo Ulivo di Francesco Rutelli, dove si ricandida nel collegio di Venaria Reale per la Camera, sostenuto dal centro-sinistra in quota DS, dove viene rieletto con il 52,47% dei voti e staccando Giuseppe Mastroeni della Casa delle Libertà (41,79%) e Alessandro Alemanno della Lista Di Pietro (5,74%).

### Segretario dei Democratici di Sinistra

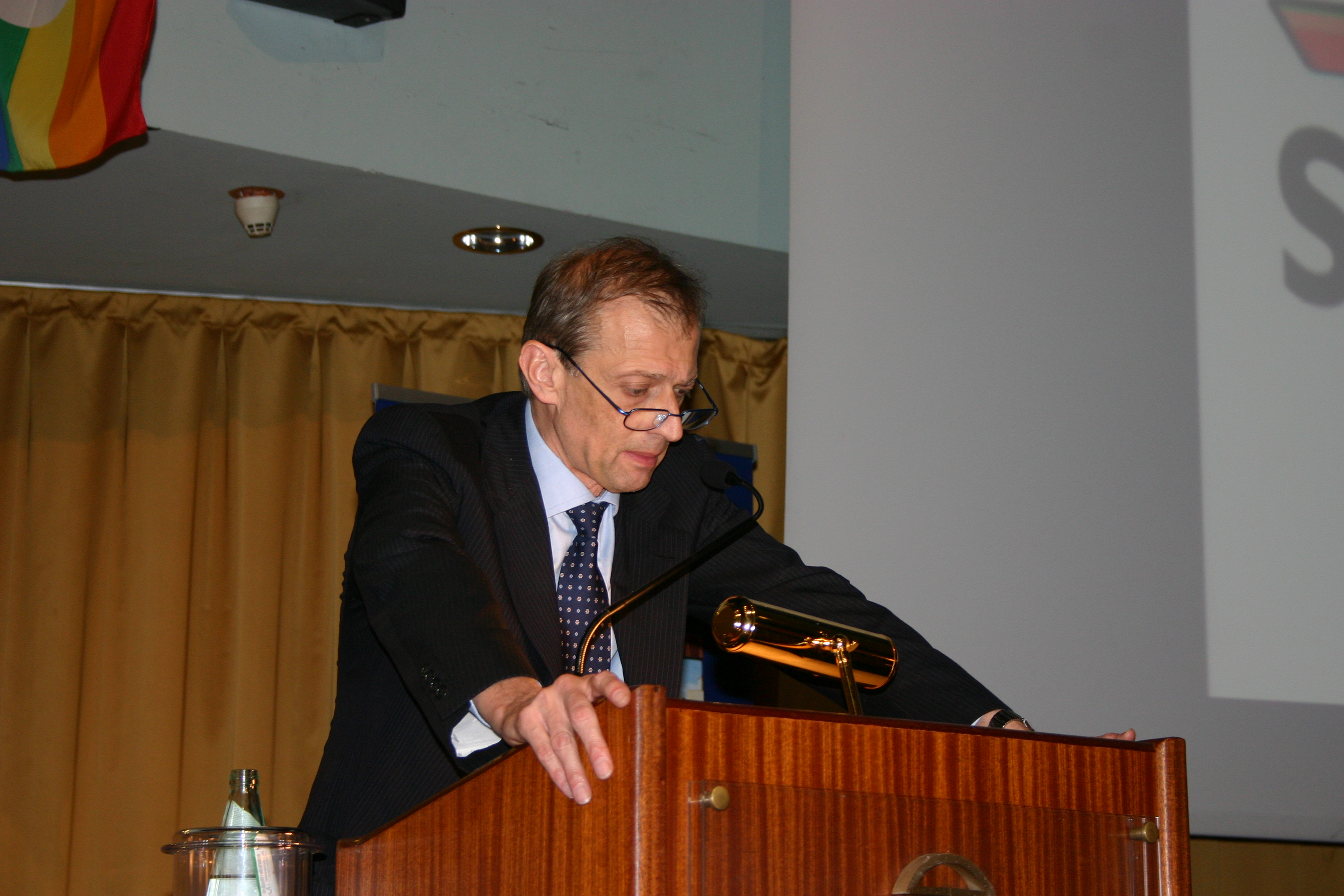
Fassino, segretario dei DS, parla al congresso nazionale dell'Arcigay a Milano l'11 maggio 2007.

Il 18 novembre 2001, al secondo congresso dei DS "Il coraggio di cambiare il mondo" a Pesaro, viene eletto segretario nazionale con la maggioranza del 61,8% dei voti al grido di «O si cambia o si muore», contro le mozioni di Giovanni Berlinguer al 34,1%, sostenuto principalmente dal "Correntone", e il 4,1% di Enrico Morando, la corrente più liberale e a destra del partito. Al terzo congresso dei DS "Finisce l'illusione, comincia l'Italia" del 3-5 febbraio 2005 a Roma viene riconfermato segretario, con il 79% dei voti; in questa occasione, con la sua mozione viene anche votata l'adesione dei DS alla Federazione dell'Ulivo, che confluisce ne L'Unione.
Nel corso della sua segreteria Fassino guida l'opposizione DS al governo presieduto da Silvio Berlusconi, aprendosi e avvicinandosi ai movimenti in difesa dell'articolo 18 dello statuto dei lavoratori, che li accusava di troppa moderazione e timidezza nell'azione politica, di troppo "buonismo" nei confronti del centro-destra, oltre che guidare i DS ai successi della elezioni amministrative dal 2002 al 2005, della europee del 2004 e infine quelle regionali del 2005.

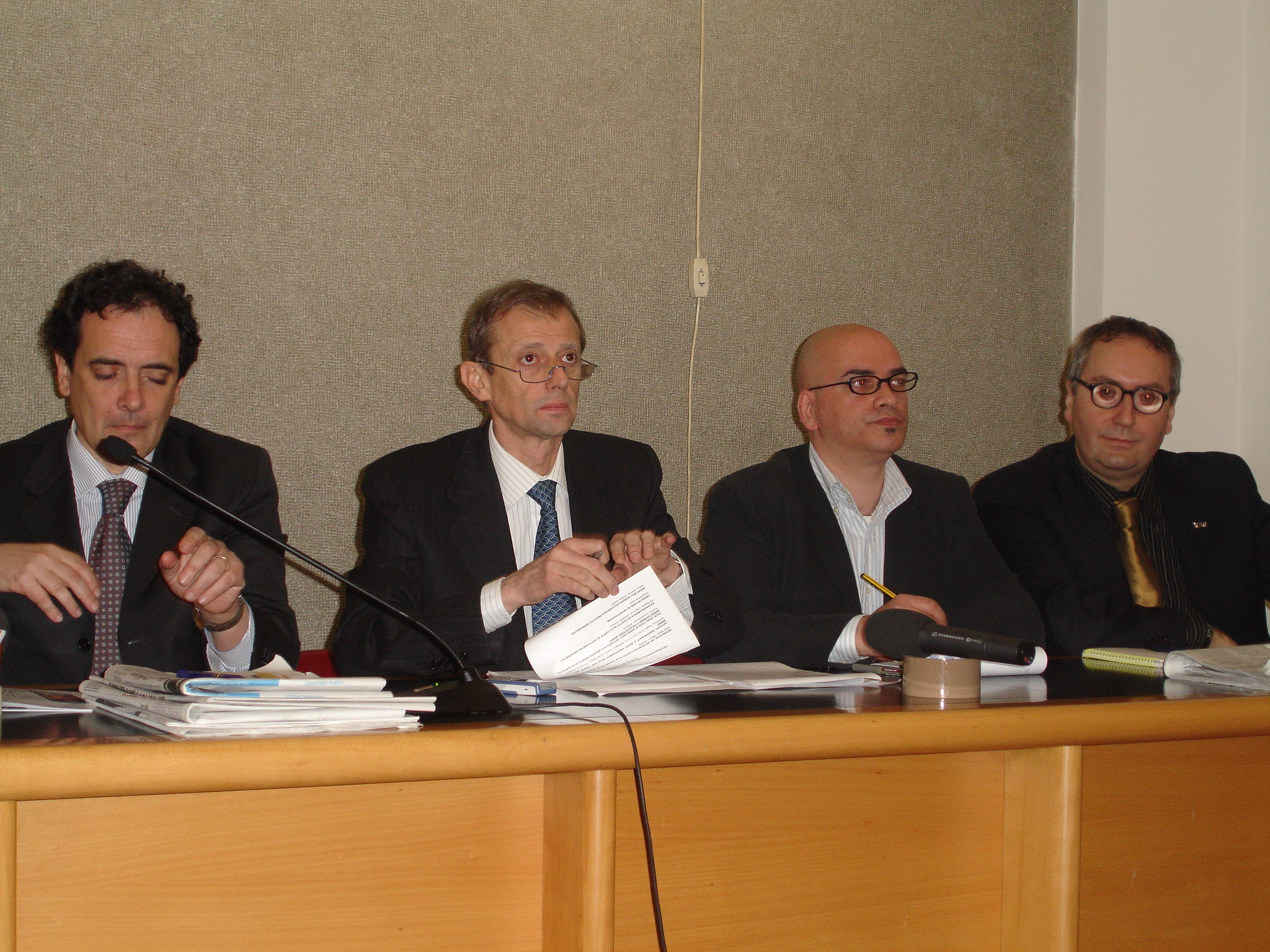
Fassino con (da sinistra) Franco Mirabelli, Aurelio Mancuso e Franco Grillini nel 2006.

Al termine delle elezioni politiche del 2006, dove riceve un nuovo mandato parlamentare alla Camera nella circoscrizione Piemonte 1, non entra a far parte del secondo governo Prodi perché, di comune accordo con il partito, decide di occuparsi in prima persona dei DS e della costruzione del futuro Partito Democratico.
Nel 2007 si ricandida alla segreteria del partito, con la mozione «Per il partito democratico», in vista del congresso "Una forza grande come il futuro" che si tiene tra il 19 e il 21 aprile a Firenze. Alla sua mozione si contrappongono quelle presentate dal ministro dell'università e della ricerca Fabio Mussi e del vicepresidente vicario del Senato Gavino Angius. Il congresso si conclude con la vittoria della sua mozione con il 75,64% dei consensi, e indica il sì del partito alla proposta di confluire nel nuovo soggetto politico del Partito Democratico.

### Nascita del Partito Democratico

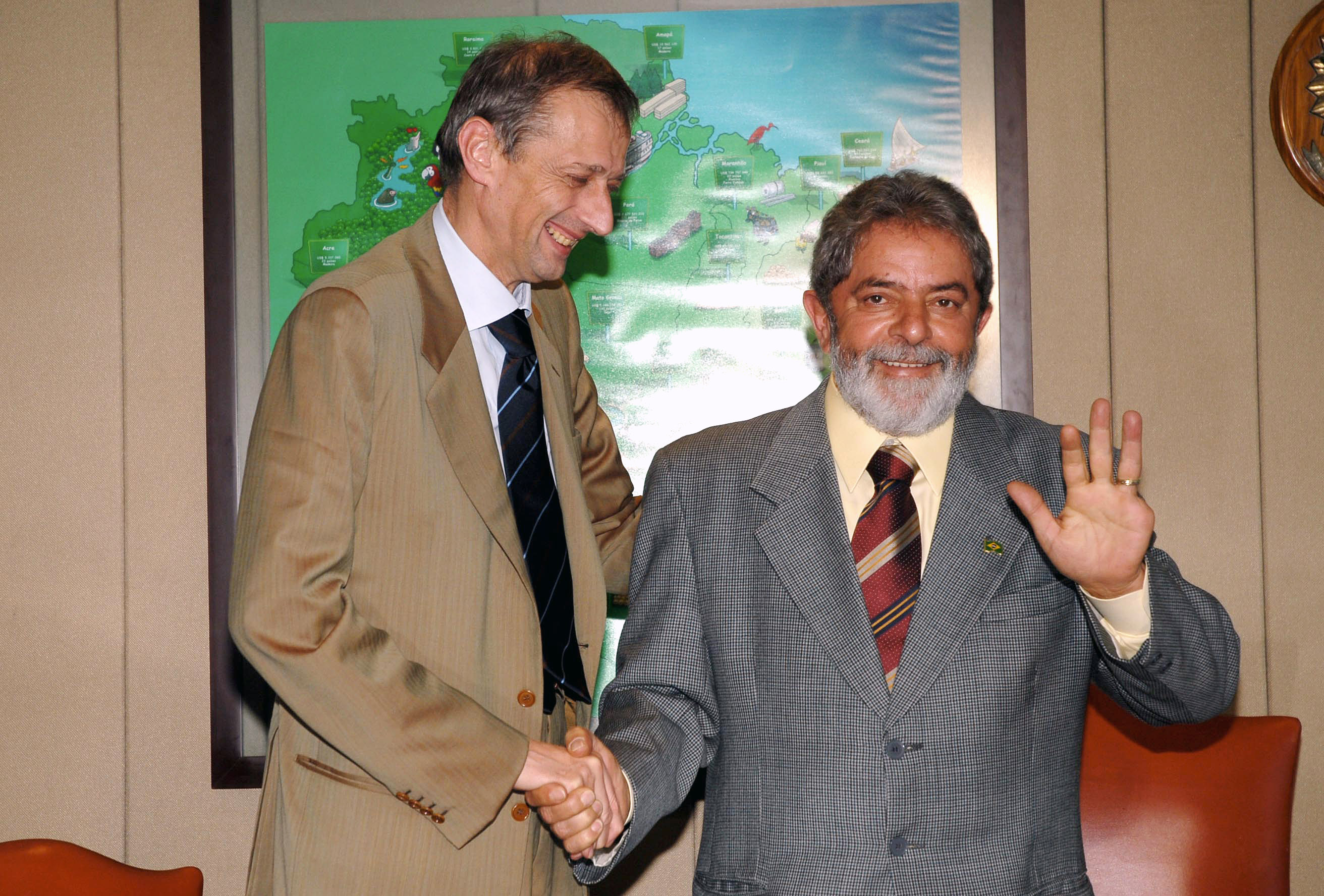
Piero Fassino durante una visita in Brasile con il presidente brasiliano Lula da Silva

Dal 23 maggio 2007 è uno dei 45 membri del "Comitato nazionale per il Partito Democratico (PD)", che riunisce i leader delle componenti del futuro partito. Il successivo 14 ottobre, con le prime elezioni primarie del PD, il partito dei DS si scioglie ufficialmente e confluisce nel nuovo soggetto politico. Nello stesso anno è nominato responsabile nazionale esteri nella segreteria nazionale del segretario Walter Veltroni. Dal mese di novembre è Inviato speciale dell'Unione europea per la Birmania.
Con la caduta del governo Prodi e la prematura fine della XV legislatura nel 2008, s'indicono nuove elezioni politiche, dove viene rieletto alla Camera nella medesima circoscrizione tra le file del PD. Successivamente il 9 maggio viene nominato da Veltroni Ministro degli affari esteri e per gli Italiani nel mondo nel suo Governo ombra del Partito Democratico, ruolo che ricopre fino al 21 febbraio 2009.
Il 24 febbraio 2009 Dario Franceschini (già vicesegretario del PD), appena nominato segretario del PD dopo le dimissioni di Veltroni dalla segreteria nazionale, dopo l'esito negativo alle regionali sarde, nomina Fassino Presidente nazionale del Forum Esteri del partito.
Alle elezioni primarie del PD del 2009 sostiene la mozione di Franceschini, segretario uscente del PD e vicesegretario del PD sotto Veltroni, diventando il punto di riferimento dei socialdemocratici che sostenevano la candidatura di Franceschini, ma che risulterà perdente, arrivando secondo al 34,27% dei voti contro il 53,23% di Pier Luigi Bersani, ex ministro dello sviluppo economico nel governo Prodi bis. Successivamente Fassino viene confermato da Bersani, neo-eletto segretario del PD, nel ruolo di presidente del Forum Esteri del partito in rappresentanza della "mozione Franceschini". Dopo la sconfitta alle primarie che sanciscono la vittoria di Bersani, confluisce nella corrente interna del PD: "Area Democratica" o "AreaDem”, formata dai sostenitori della mozione Franceschini.

### Sindaco di Torino

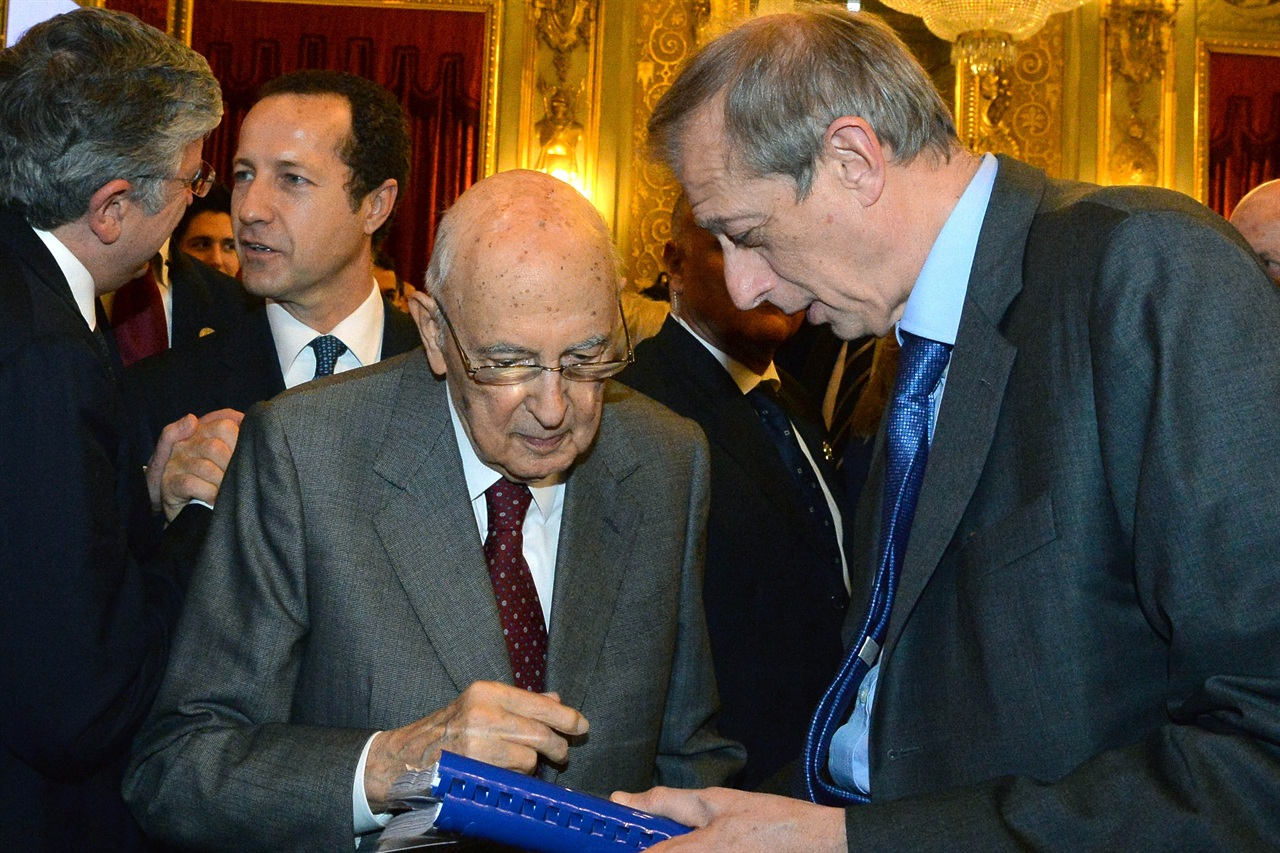
Fassino con il Presidente della Repubblica Giorgio Napolitano all'incontro con i volontari Expo 2015

In vista delle elezioni amministrative del 2011, viene presa in considerazione una candidatura di Fassino come sindaco di Torino, trovando il favore del segretario locale della FIOM Giorgio Airaudo, degli ex DS come Stefano Esposito (influente deputato torinese del PD) e del segretario provinciale di Torino del PD Gioacchino Cuntrò, soprattutto dopo la rinuncia del rettore del Politecnico di Torino Francesco Profumo alla corsa e l'auspicio del sindaco uscente Sergio Chiamparino che "si creino le condizioni per una candidatura di Piero Fassino".
Il 28 dicembre 2010 annuncia ufficialmente la sua corsa a palazzo Civico per le amministrative dell'anno successivo; il 28 febbraio 2011 vince le elezioni primarie della coalizione di centro-sinistra, venendo prescelto col 56% delle preferenze rispetto agli altri 4 candidati: l'ex presidente del Consiglio regionale piemontese Davide Gariglio (vicino a Enrico Letta e Mercedes Bresso), il presidente dei Radicali Italiani Silvio Viale, l'assessore al bilancio uscente Gianguido Passoni e Michele Curto.
Il 16 maggio successivo vince le elezioni al primo turno, ricevendo il 56,66% dei voti (il suo principale avversario, il candidato del centro-destra Michele Coppola, si ferma al 27,30%) e divenendo primo cittadino del capoluogo piemontese. In seguito, annuncia l'intenzione di dimettersi da deputato entro la fine di giugno per dedicarsi interamente al ruolo di sindaco della città; le dimissioni vengono presentate il 6 luglio 2011 e formalizzate il 19 dello stesso mese.

#### Amministrazione della città
Nel corso del suo mandato alla guida del capoluogo piemontese, Fassino è stato più volte indicato dai sondaggi come il più popolare tra i sindaci delle grandi città d'Italia. Insieme alla sua giunta, si è impegnato soprattutto a risanare i bilanci di una città da molti anni tra le più indebitate in Italia, sulla scia di quanto iniziato dai suoi due predecessori, azione compiuta tagliando i servizi (come la privatizzazione degli asili nido), aumentando le entrate (con il costo dei biglietti del trasporto pubblico locale passato da 1 euro a 1 euro e 50 centesimi), dismettendo patrimoni immobiliari a privati e CDP e vendendo quote delle società partecipate. L’amministrazione di Fassino, contrariamente a quella del predecessore Sergio Chiamparino ed in linea invece con quanto fatto dal predecessore di Chiamparino Valentino Castellani, ha anche messo in atto nuovi tentativi di trasformare in una città turistica e culturale quella che è sempre stata la company town della FIAT.

#### Presidente dell'ANCI e Legion d'onore
Il 5 luglio 2013 Fassino viene nominato presidente dell'Associazione Nazionale Comuni Italiani (ANCI), dopo le dimissioni del sindaco di Reggio Emilia Graziano Delrio, nominato Ministro per gli affari regionali e le autonomie, e l'interim del sindaco di Pavia Alessandro Cattaneo; eletto all'unanimità con una sola astensione, quella di Federico Pizzarotti, sindaco di Parma del Movimento 5 Stelle. L'8 novembre dello stesso anno, su proposta dell'ambasciatore francese in Italia Alain Le Roy, il presidente della Repubblica francese François Hollande lo insignisce dell'onorificenza della Legion d'onore, per le sue relazioni promosse tra Italia e Francia in qualità di sindaco.

#### Corsa al secondo mandato
A dicembre 2015 ufficializza la sua corsa per un secondo mandato da sindaco, affermando "Ho deciso di ricandidarmi e continuare il mio impegno per la città" e dichiarando di non voler passare per le primarie: "Il centro-sinistra deve presentarsi unito perché questo è quello che chiedono gli elettori", sostenuto subito dal suo predecessore, divenuto nel frattempo presidente della Regione Piemonte, che sarà al suo fianco durante la campagna elettorale; riceve un forte endorsement anche dell'ex presidente del Piemonte di centro-destra Enzo Ghigo. In campagna elettorale pone maggiore attenzione sulle tematiche economiche, a partire dal sostegno all’imprenditoria, e si concentra in 10 punti: lavoro, giovani, periferie, decoro urbano, cultura, vivibilità, sicurezza, servizi sociali, servizi educativi e difesa dei diritti.
Alle elezioni amministrative del 2016 si presenta sostenuto da quattro liste: Partito Democratico, Moderati, le liste civiche "Lista Civica per Fassino" e "Progetto Torino - Sinistra per la Città". Ritenuto ampiamente favorito, primeggia al primo turno, ottenendo il 41,83% dei voti, ma al successivo ballottaggio del 19 giugno viene inaspettatamente sconfitto dalla sfidante Chiara Appendino del Movimento 5 Stelle, la quale, forte del 30,92% dei consensi al primo turno, al secondo turno raggiunge il 54,56%, strappando l'amministrazione del capoluogo piemontese al centro-sinistra (che ritornerà a guidare il comune dopo le successive elezioni, quelle del 2021, che proclameranno come successore della Appendino Stefano Lo Russo).
Il 12 ottobre 2016 si dimette dalla carica di presidente dell'ANCI, non ricoprendo più un incarico come sindaco, e viene sostituito dal sindaco di Bari Antonio Decaro.

### Ritorno in Parlamento

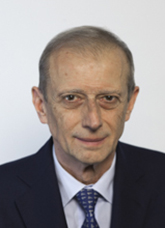
Fassino rieletto alla Camera nel 2018

In vista delle elezioni politiche del 2018, Piero Fassino viene incaricato, dal segretario del PD Matteo Renzi che lo aveva definito "una garanzia", di trovare una quadra con le forze del centrosinistra tra PD, Campo Progressista, Possibile, Sinistra italiana, Radicali Italiani, Federazione dei Verdi, Italia dei Valori (IdV), PSI e soprattutto gli scissionisti di MDP, avversi alla leadership e le politiche di Renzi, che vorrebbero correre da soli. Nonostante si fosse anche incontrato con Romano Prodi (unico leader a essere stato capace di unire le varie anime del centrosinistra, dagli ex democristiani ai comunisti, e trascinarli alla vittoria), riesce a far convergere solo i Verdi, IdV e PSI, mentre Campo Progressista si scioglie e gli altri partiti convergono su una lista elettorale che corre in solitaria: Liberi e Uguali di Pietro Grasso.
Alla tornata elettorale viene ricandidato alla Camera, tra le liste del Partito Democratico nel collegio plurinominale Emilia-Romagna - 02, tornando in Parlamento dopo sette anni. Nonostante sia deputato, mantiene la carica di consigliere comunale e leader dell'opposizione a Torino fino a settembre 2019, quando su pressioni dei malumori del PD, accetta di rassegnare le proprie dimissioni a Torino.
In vista delle primarie del PD del 2019 annuncia all'evento Piazza Grande di Cremona di sostenere la mozione di Nicola Zingaretti, presidente della Regione Lazio dal 12 marzo 2013 con la carriera amministrativa più lunga alle spalle, che risulterà vincente con il 66% dei voti.

### Vicepresidente della Commissione Difesa
Alle elezioni politiche anticipate del 2022 viene ricandidato alla Camera, per la lista elettorale Partito Democratico - Italia Democratica e Progressista nel collegio plurinominale Veneto 1 - 01 in seconda posizione, venendo eletto per la settima volta deputato. Nella XIX legislatura è vicepresidente della 4ª Commissione Difesa e membro supplente della delegazione italiana all'Assemblea parlamentare del Consiglio d'Europa, di cui è presidente del Comitato sul Medio Oriente.
In vista delle primarie del PD del 2023 Fassino, non condividendo la scelta di AreaDem di sostenere la deputata PD Elly Schlein, decide di abbandonarla assieme a Patrizia Toia, Gianclaudio Bressa e Francesca Puglisi per fondare la corrente Iniziativa Democratica (nome che rimanda a quella democristiana degli anni '50) e sostenere la mozione di Stefano Bonaccini, presidente della Regione Emilia-Romagna, ma viene sconfitto dalla Schlein.

## Posizioni politiche
Nel 2003 si è schierato contro la legge 40 sulla procreazione assistita, votata dalla maggioranza di centro-destra e da parte dell'opposizione di centro-sinistra, ritenendola "una legge oscurantista" e "contraria ai principi sia di libertà sia di laicità". In seguito ha sostenuto il referendum abrogativo di parte di quella legge, che si è tenuto nel giugno del 2005.
A dicembre 2006, mentre l'Italia si interrogava sul caso di Piergiorgio Welby, Fassino si è schierato apertamente contro la possibilità dell'eutanasia, differenziando tuttavia la sua posizione nei confronti dell'accanimento terapeutico. Nella stessa occasione si è dichiarato contrario alla possibilità di adozione di minori da parte di coppie omosessuali.
Nel marzo 2007 ha suscitato reazioni contrastanti la sua posizione secondo cui, a un'eventuale conferenza di pace sull'Afghanistan, sarebbe opportuno invitare anche i talebani, in quanto «la pace si fa con il nemico».
Nel 2010 si è schierato a favore del "Sì" per il referendum sull'accordo di Mirafiori, allineandosi alle posizioni dei sindacati CISL e UIL.
A novembre 2017, durante la trasmissione Omnibus, si dichiara favorevole allo ius soli, facendo dei paragoni con la legge sulla cittadinanza approvata da Gerhard Schröder.
A novembre 2018 partecipa alla manifestazione delle Madamine in piazza Castello, a sostegno del progetto TAV Torino-Lione.

## Procedimenti giudiziari

### Inchiesta Le Gru
Verso la fine del 1993, Fassino viene coinvolto nell'inchiesta giudiziaria che riguarda il centro commerciale "Le Gru" a Grugliasco. La procura di Torino iniziò quell'anno un'inchiesta in cui vennero coinvolti il sindaco allora in carica a Grugliasco, Domenico Bernardi del PDS, più varie altre personalità politiche locali. Il nome di Fassino viene fatto una prima volta da Carlo Orlandini, all'epoca presidente di Euromercato, e poi da Antonio Crivelli, all'epoca capogruppo del PCI al consiglio comunale di Grugliasco. Tale pista si è conclusa con l'archiviazione delle indagini. A tutt'oggi risultano accertate solo le tangenti date dal gruppo Trema ai politici locali.

### Affare Telekom Serbia
Nel 2003 Fassino viene accusato da Igor Marini di aver ricevuto tangenti nell'ambito dell'affare Telekom Serbia, insieme a Romano Prodi, Lamberto Dini, Walter Veltroni, Francesco Rutelli e Clemente Mastella, e che i soldi sarebbero stati depositati su un conto cifrato soprannominato Cicogna. L'inchiesta della procura di Torino, rilevate false le prove ai danni di Fassino, ha portato in carcere Marini e ha escluso la presenza di tangenti a favore dei politici accusati. A seguito di questa vicenda, Fassino affermò: «il burattinaio di Igor Marini è a Palazzo Chigi e dovrà rispondere anche lui». A causa di questa frase fu querelato da Silvio Berlusconi per calunnia con la richiesta di risarcimento per 15 milioni di euro. Fassino rinunciò all'immunità parlamentare per affrontare il procedimento per calunnia, da cui fu prosciolto il 30 gennaio 2004, e sfidò l'allora presidente del Consiglio Berlusconi a fare lo stesso e ad affrontare i suoi processi. Il 10 novembre 2011 il tribunale di Roma ha condannato Marini al pagamento di un risarcimento danni di 100.000 euro nei confronti dei politici accusati, tra cui lo stesso Fassino.

### Salone internazionale del libro
Il 19 gennaio 2019 è stato raggiunto da un avviso di chiusura indagini da parte della procura torinese, nell'ambito dell'inchiesta volta ad accertare i possibili reati di peculato, turbativa d'asta e falso ideologico in atto pubblico relativamente alle edizioni dal 2010 al 2015 del Salone internazionale del libro. Il 2 ottobre 2020 l'ex sindaco di Torino è rinviato a giudizio con l'accusa di turbativa d'asta nel bando di assegnazione del Salone per il triennio 2016-2018; l'apertura del processo è stata calendarizzata per il 17 maggio 2021.
Il 21 marzo 2024 è assolto nel merito da tutte le accuse.

### Ex area Westinghouse
Il 1º marzo 2023 l'inchiesta Ream bis sulla presunta turbativa d'asta finalizzata a favorire l'Esselunga nell'aggiudicarsi l'area ex Westinghouse, che vedeva tra gli indagati l'ex sindaco Fassino e la dirigente comunale torinese della divisione urbanistica Paola Virano, si è conclusa col proscioglimento per intervenuta prescrizione dei reati contestati.

### Profumo intascato all'aeroporto di Fiumicino
Il 15 aprile 2024, mentre era in attesa di imbarcarsi per Strasburgo per una riunione dell’Assemblea parlamentare del Consiglio d’Europa, gli addetti alla vigilanza dell'Aeroporto di Roma-Fiumicino lo hanno sorpreso all'uscita del duty free shop con una boccetta di profumo Chanel del valore di 130 euro in tasca, segnalandolo per furto alla Polizia di frontiera aerea e affermando che si sarebbe trattato di una recidiva. La Polizia giudiziaria ha acquisito le immagini delle telecamere di videosorveglianza e ha sentito i dipendenti del duty free. Fassino si è difeso asserendo che era sua intenzione fare un regalo alla moglie ma, distratto da una telefonata e con le mani ingombre, avrebbe messo l'oggetto in tasca e lì lo avrebbe dimenticato. L'ampio risalto che la vicenda ha avuto sugli organi d'informazione ha indotto l'avvocato di Fassino a lamentare una «aggressione mediatica, un vero e proprio processo parallelo». Fassino, il 24 aprile 2024, a un'emittente radiofonica, ha dichiarato: «È tutto frutto di un equivoco, di un malinteso che spero si chiarisca... In vita mia non ho mai rubato nulla.» La vicenda si è conclusa il 10 ottobre 2024 con l'archiviazione del caso: il giudice per le indagini preliminari del tribunale di Civitavecchia ha accettato la proposta della difesa, che prevedeva il pagamento di 500 euro come condotta riparatoria, ai sensi dell'art. 162-ter del codice penale. Con questo pagamento al duty free il reato è stato dichiarato estinto, evitando così il processo.

## Controversie

### Bancopoli
Il 31 dicembre 2005 il Giornale pubblica stralci di un'intercettazione telefonica tra Fassino e Giovanni Consorte, manager di Unipol e all'epoca coinvolto nello scandalo Bancopoli; nell'intercettazione Fassino chiedeva a Consorte: «E allora siamo padroni di una banca?» (più spesso ricordata come «Abbiamo una banca?»). Tale pubblicazione ha dato luogo a un largo seguito di speculazioni politiche. Si sono in seguito aperti due procedimenti giudiziari a Milano, rispettivamente nei confronti di Fabrizio Favata, l'imprenditore che aveva fornito al Giornale le intercettazioni coperte da segreto investigativo, e Paolo Berlusconi, editore del quotidiano; in entrambi i processi Fassino si è costituito parte civile. Il 10 giugno 2011 il GUP incaricato del procedimento verso Favata ha condannato quest'ultimo a due anni e quattro mesi di reclusione e al risarcimento dei danni morali (quantificati in 40.000 euro) nei confronti di Fassino.
Per il procedimento verso Paolo Berlusconi i magistrati hanno chiesto l'archiviazione, richiesta che però è stata respinta dal GIP, che ha invece sollecitato il rinvio a giudizio anche per Silvio Berlusconi (il quale si sarebbe avvantaggiato politicamente dalla pubblicazione dell'intercettazione), e l'iscrizione nel registro degli indagati di Maurizio Belpietro, all'epoca dei fatti direttore de il Giornale. Il 7 febbraio 2012 il GUP ha accolto la richiesta dei magistrati, rinviando a processo anche l'ex presidente del Consiglio, che il 7 marzo 2013 è stato condannato a un anno per rivelazione di segreto d'ufficio, in concorso con il fratello Paolo (condannato a sua volta a due anni e tre mesi); entrambi sono stati inoltre obbligati al pagamento di un risarcimento provvisionale, quantificato in 80 000 euro, nei confronti di Fassino.

### Dito medio ai contestatori
Agli inizi di maggio 2014 viene pubblicato un video su YouTube da un politico del Movimento 5 Stelle Vittorio Bertola, che mostra Fassino, allora sindaco di Torino, mostrare rapidamente il gesto del dito medio a un gruppo di tifosi del Torino che lo stavano contestando, durante un evento di presentazione dei lavori di ricostruzione dello stadio Filadelfia (storico stadio dei granata) nel 65º anniversario della tragedia di Superga, l'incidente aereo nel quale perirono i giocatori del Grande Torino. Fassino nel merito smentisce di aver rivolto gesti offensivi ai contestatori, per poi cambiare versione dicendo di aver compiuto il gesto come reazione ai comportamenti scorretti dei sostenitori granata: "Mi hanno tirato pietre e offeso la mia famiglia".

### Stipendi d’oro
Il 2 agosto 2023 Fassino tiene un intervento alla Camera nel corso della votazione per il bilancio annuale (su cui poi si è astenuto), dove commenta il tema delle indennità parlamentari, mostrando il cedolino dell’indennità ricevuta a luglio (4.718 euro netti) e affermando che questa è una buona cifra, ma non si tratta di uno «stipendio d’oro», chiedendo poi ai suoi colleghi presenti al dibattito «D’ora in avanti, ogni qualvolta sentite dire (...) che i deputati godono di stipendi d’oro, occorre dire che non è vero, perché 4.718 euro al mese sono una buona indennità – e va bene così – ma non sono stipendi d’oro». L’affermazione è circolata molto ed è stata ampiamente citata da giornali e persone sui social network, scatenando le relative polemiche, motivo per cui la segretaria del PD Elly Schlein si è dissociata e marcando di come abbia parlato a titolo personale e in dissenso rispetto al voto del PD.